# Zierliche Gemüsewanze
Die Zierliche Gemüsewanze (Eurydema dominulus, Syn.: Eurydema dominula), auch Rotschwarze Gemüsewanze genannt, ist eine europäische Baumwanzenart.

## Merkmale
Die rot-schwarz gezeichnete Zierliche Gemüsewanze erreicht Körperlängen zwischen 5,5 und 7,5 mm. Der Halsschild trägt sechs schwarze Flecken, die auch ineinander fließen können; das Schildchen (Scutellum) nur einen großen schwarzen Fleck. Die Halbdecken (Hemielytren) zeigen jeweils einen großen hakenförmigen Fleck neben einem weiteren kleineren kurz vor der schwarzen Membran. Der seitliche Rand des Hinterleibes (Konnexivum) weist einige kleine schwarze Punkte auf.

### Ähnliche Arten
Ähnliche Arten sind die Schwarzrückige Gemüsewanze (Eurydema ornata) oder die Kohlwanze (Eurydema oleracea).

## Verbreitung
Die Wanze kommt in ganz Mitteleuropa vor. Sie lebt auf Feuchtwiesen und an Waldrändern.
Ferner wird neuerdings die in Süd- und Ost-Asien sowie auf Neuguinea vorkommende Art Eurydema pulchra als ein Synonym von Eurydema dominulus betrachtet.

## Lebensweise
Die Paarung findet im Frühjahr von Ende April bis Ende Mai statt. Die Eier werden ab Juni in zweizeiligen Gelegen von je sechs Eiern an Blättern und Stängeln der Wirtspflanzen abgelegt. Die Larven entwickeln sich von Juni bis Juli. Die erwachsenen Tiere (Imagines) überwintern.
Die Zierliche Gemüsewanze saugt vor allem an Kreuzblütlern (Brassicaceae) wie Schaumkraut und Brunnenkresse sowie an Doldenblütlersamen (Apiaceae).

## Belege